# Storia del Kenya
Il periodo storico dell'odierno Kenya, per lo meno per quanto concerne le coste e l'immediato retroterra, comincia con il 1498, cioè con l'arrivo nei porti di Mombasa e Malindi della spedizione di Vasco da Gama, diretta alle Indie Orientali. Prima di tale data commercianti arabi, pare già in data anteriore all'era cristiana, si erano spinti lungo la costa africana a sud di capo Guardafui e quindi, a partire dal VII secolo d.C., vi avevano creato colonie stabili fino a capo Delgado.

## Dalla dominazione portoghese alla colonia britannica
Provetti navigatori, gli Arabi, avevano assunto il controllo dei traffici dell'Oceano Indiano; perciò contrastarono la dominazione stabilita dai Portoghesi, divenuti ben presto loro rivali nel commercio con le tribù indigene. Chiesto aiuto all'imām di ‘Oman, riuscirono nel 1698 a cacciare i Portoghesi dalla loro ultima fortezza di Mombasa. Ma, liberatisi dai Portoghesi, i capi delle varie comunità arabe non accettarono di sottoporsi all'autorità dell'imām. I governatori (walīy) nominati da quest'ultimo fecero causa comune con i commercianti e amministrarono i territori in spirito d'indipendenza.
Questa situazione durò fin verso il 1840, quando l'imām di ‘Oman, Sa‘īd, trasferì la sede del suo regno da Masqat a Zanzibar (oggi facente parte della Tanzania), affermando efficacemente la propria autorità sulla costa. Prima di morire (1856) Sa‘īd divise i territori tra due dei suoi figli: all'uno lasciò quelli asiatici, all'altro quelli africani. Quest'ultimo assunse il titolo di sultano di Zanzibar.

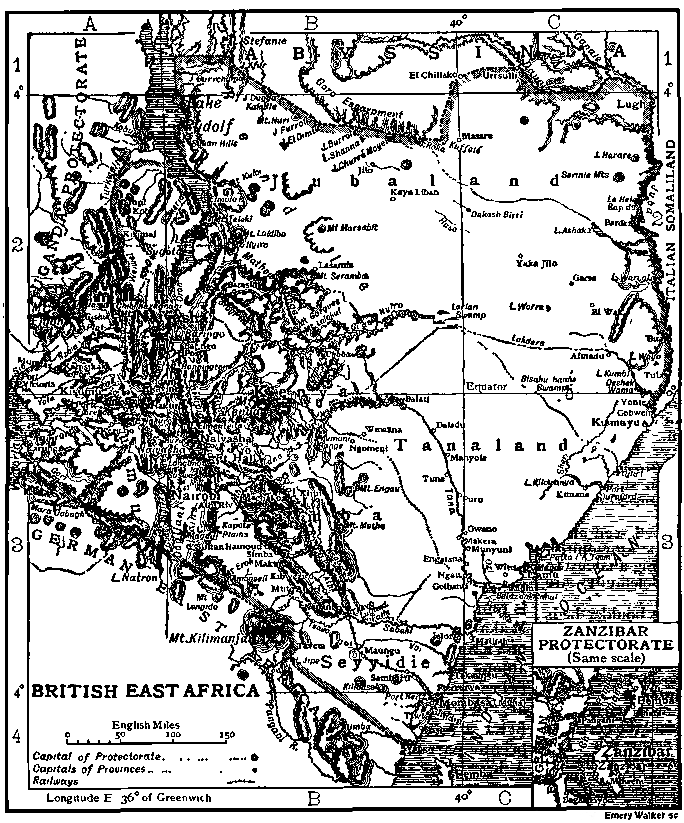
Carta del 1911.

Per quanto concerne i possessi di terraferma del sultano, la situazione fu profondamente modificata dalla comparsa nel 1884 di esploratori tedeschi, tra i quali il celebre dottor Karl Peters. La concorrenza della Germania convinse la Gran Bretagna - che aveva cominciato ad interessarsi di quella parte dell'Africa orientale nominando nel 1840 un console a Zanzibar - ad assicurarsi un'ampia zona in quell'area geografica, sanzionata dall'accordo anglo-tedesco del 1886: a sud della linea delimitata dalle foci del fiume Umba fino alla sponda orientale del Vittoria Nyanza la sfera era tedesca (Tanganica, oggi facente parte della Tanzania), a nord era britannica (Kenya). Al sultano di Zanzibar, a questo punto, non rimase altro che accettare il fatto compiuto.
Scoppiata nel 1889 la rivalità tra le due potenze per l'Uganda, il trattato del 1º luglio 1890 (d'importanza fondamentale nella storia dell'Africa) la risolse completando la delimitazione tra Kenya e Tanganica e riconoscendo alla Gran Bretagna certe zone che costituivano delle enclaves tedesche nel Kenya. Da allora, e fino allo scoppio della prima guerra mondiale, Gran Bretagna e Germania furono buone vicine in Africa orientale. L'amministrazione della fascia costiera, ceduta dal sultano alla Gran Bretagna, fu assunta nel 1887 da una compagnia privata, munita di una cosiddetta Carta reale d'incorporazione, che le attribuiva funzioni pubbliche: la Imperial British East Africa Company (IBEAC). A questa fu dato inoltre l'incarico di occupare le regioni retrostanti la fascia, compresi i regni e le regioni abitate da tribù autonome che formeranno il protettorato dell'Uganda.
Il 1º luglio 1895 fu ufficialmente proclamato il protettorato dell'Africa Orientale Britannica, cui nel 1902 fu data la prima Costituzione. Nel 1920 il protettorato fu diviso in due parti: protettorato del Kenya, costituito dalla fascia costiera di dieci miglia, sottoposto alla sovranità del sultano di Zanzibar; colonia del Kenya, sottoposta alla sovranità britannica e costituita da tutti gli altri territori del retroterra. Due provvedimenti del 1898 e 1902  regolarono il regime delle terre: la quasi totalità di queste fu dichiarata di proprietà della Corona, all'infuori di alcune aree riservate agli indigeni. Le zone migliori degli altipiani furono assegnate agli Europei, che affluirono sia dalla Gran Bretagna sia dal Sudafrica.
I disegni inglesi, che miravano a introdurre graduali misure di autogoverno nell'ambito del mantenimento delle strutture coloniali, andarono presto deluse per l'irriducibile opposizione di alcune tribù, e in particolare di quella dei Kikuyu; questi ultimi, in seguito alle concessioni di terre agli Europei, erano stati esclusi dalle fertili zone degli altipiani e respinti in zone di riserva di scarsa fertilità.

## Jomo Kenyatta e il cammino verso l'indipendenza
Fin dai primi anni Venti, si era imposto quale principale rappresentante e difensore dei diritti del popolo Kikuyu il giovane Jomo Kenyatta, segretario della Kikuyu Central Association; laureatosi in antropologia a Londra, ove visse e studiò tra il 1931 e il 1946, Kenyatta fu presto conquistato dagli ideali di liberazione, unione e riscatto dell'intero continente nero e, nel 1945, contribuì ad organizzare a Manchester il quinto Congresso Panafricano. Tornato in patria l'anno seguente, Kenyatta si impose quale leader indiscusso del nascente movimento nazionalista e nel 1947 fu scelto quale presidente della Kenya African National Union (KANU). Scoppiata nel 1952 la violenta e sanguinosa rivolta dei Mau-Mau, appartenenti alla tribù kikuyu, contro le autorità coloniali britanniche, Kenyatta fu accusato di esserne l'ispiratore, l'organizzatore e la guida; sottoposto per questo a un processo «politico» (1952-1953), che non riuscì a stabilire i reali legami tra KANU e Mau-Mau, il leader nazionalista kikuyu fu comunque condannato dalle autorità britanniche a sette anni di reclusione, successivamente commutati nel confino in una remota località della Northern Frontier Province. La Gran Bretagna cercò di ristabilire la calma nel Paese con una dura repressione (7811 Mau-Mau uccisi e 891 giustiziati) e contemporaneamente accelerò l'introduzione di riforme politico-costituzionali, in particolare attraverso l'istituzione di un Consiglio legislativo al quale potevano essere ammessi rappresentanti africani, primo passo di una politica, inaugurata nel 1960, che doveva portare il territorio del Kenya dapprima all'autogoverno, quindi alla piena sovranità e alla completa indipendenza. Introdotto un nuovo regime elettorale per assicurare nel Consiglio legislativo una maggioranza agli Africani, la KANU si impose nettamente quale principale forza politica nell'ambito di tale assemblea; sfruttando il risultato elettorale e la forte pressione popolare a favore del suo leader, la KANU pose come condizione per la sua partecipazione ai lavori del Consiglio e al governo del territorio la liberazione di Kenyatta.
Reintegrato nelle sue funzioni, quest'ultimo sostenne un ruolo di primissimo piano nelle conferenze costituzionali convocate dalle autorità coloniali; durante tali conferenze sorse ben presto una forte rivalità fra i due maggiori partiti: la KANU, guidata da Tom Mboya e Jomo Kenyatta, e la Kenya African Democratic Union (KADU), guidata da Ronald Ngala, che, tuttavia, nel 1964 si sarebbero fusi in un partito unico, la KANU. Il primo chiedeva una forma di Stato unitario, il secondo una di Stato federale. Nel marzo 1963 si trovò una soluzione di compromesso, grazie all'opera mediatrice del governo inglese. I due partiti si accordarono per una forma di Stato federale, mentre il sultano di Zanzibar rinunciava alle sue pretese sulla fascia costiera, soggetta alla sua sovranità nominale, dietro pagamento di un'indennità annua. Il Kenya otteneva la piena autonomia il 1º giugno 1963 e l'indipendenza e la sovranità il 12 dicembre 1963, nell'ambito del Commonwealth con a capo la regina Elisabetta d'Inghilterra. Il 12 dicembre 1964 diventava una Repubblica di tipo presidenziale: Jomo Kenyatta ne era eletto primo presidente, carica che avrebbe mantenuto fino alla morte, avvenuta nel 1978.

## Il difficile percorso del Paese

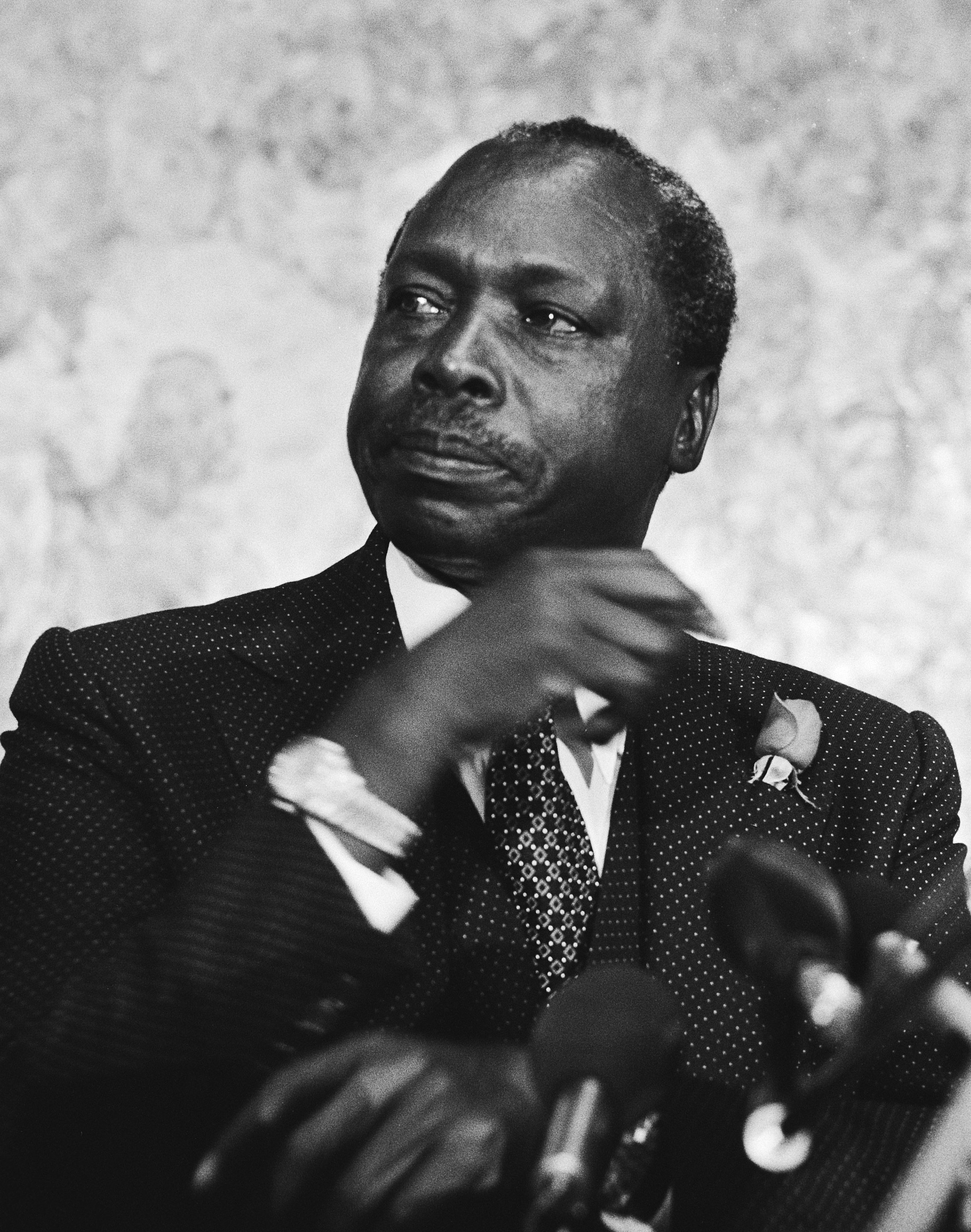
Il presidente Daniel arap Moi nel 1979.

La politica del Kenya indipendente fin dall'inizio si caratterizzò in senso moderato e centralistico e con una marcata tendenza filoccidentale in ambito estero; solo la forza di persuasione del presidente (rieletto nel 1969 e nel 1974), il suo ascendente e le sue capacità di statista impedirono che i delicati rapporti tra differenti gruppi etnici degenerassero, mettendo in discussione l'unità del Paese. Alla morte di Kenyatta (1978), il suo posto fu assunto da Daniel Arap Moi (vicepresidente dal 1967), i cui primi anni di governo furono contrassegnati da grandi difficoltà interne, dovute allo scoppio di gravi scandali di corruzione e a un fallito tentativo di colpo di Stato, operato da alcuni ufficiali dell'aviazione (1982). Il ricorso a una durissima repressione consentì al successore di Kenyatta di mantenere il controllo della situazione, di essere rieletto nel 1983 e di continuare a governare mantenendo buoni rapporti con i Paesi occidentali e migliorando quelli con gli Stati confinanti.

### Il potere della KANU
La preminenza del capo dello Stato rispetto agli altri organi costituzionali, e in particolare nei confronti del Parlamento e della magistratura, fu ulteriormente rafforzata nel corso del 1986 in seguito all'approvazione da parte dell'Assemblea nazionale di una serie di emendamenti alla Costituzione, mentre una riforma delle norme che regolavano il sistema elettorale contribuì a rendere più stretto il controllo esercitato dalla KANU sulla vita pubblica e dal suo gruppo dirigente su quella del partito (venne reso palese il voto espresso nelle consultazioni primarie per selezionare quei membri del partito unico destinati a partecipare alle elezioni generali). La seconda metà degli anni Ottanta vide comunque crescere l'attività antigovernativa svolta in clandestinità da un movimento interetnico denominato Unione dei nazionalisti per liberare il Kenya (Mwakenya), contro il quale il regime di Arap Moi esercitò una dura repressione, culminata tra il 1986 e il 1987 in centinaia di arresti.
Candidato unico, nel febbraio 1988 il presidente in carica fu eletto per la terza volta consecutiva alla massima carica dello Stato, mentre le elezioni legislative svoltesi il mese successivo palesarono l'esistenza di contrasti all'interno del partito unico, accentuati dalla recente riforma della legge elettorale; tali contrasti furono inoltre ribaditi dal rapido succedersi di ben tre personalità nella carica di vicepresidente in meno di un anno (dal settembre 1988 al maggio 1989). Una grave crisi politica si aprì inoltre nei primi mesi del 1990, in seguito all'uccisione, avvenuta in circostanze poco chiare, del ministro degli Esteri, Robert Ouko, massimo rappresentante dell'etnia Luo in seno all'esecutivo: ne scaturirono gravi disordini nella capitale e a Kisumu contro l'amministrazione Moi, propagatisi successivamente nel resto del Paese, alimentati dal più generale malcontento per il continuo peggioramento delle condizioni economiche. Sul piano politico le forze di opposizione riuscirono ad organizzarsi, nonostante divieti e repressione governativi, nel FORD (Forum for the Restauration of the Democracy), le cui richieste di una liberalizzazione del sistema politico furono fatte proprie anche dai creditori internazionali del Kenya; questi ultimi, infatti, a fine 1991 sospesero la concessione dei loro aiuti economici al Paese, subordinandone la ripresa a un'effettiva democratizzazione delle strutture politiche. Arap Moi fu costretto a riformare in profondità la Costituzione e a introdurre un sistema multipartitico con una serie di emendamenti approvati nel dicembre 1991.

### I violenti contrasti interetnici
Si trattava tuttavia di cambiamenti di facciata, mentre la situazione dell'ordine interno era destinata a peggiorare ulteriormente a partire dal 1992, quando nelle regioni occidentali del Kenya scoppiarono violenti contrasti tra differenti etnie, causati secondo le opposizioni dalla stessa amministrazione Moi, intenzionata a dimostrare quanto poco fosse adatto al Paese un regime pluralistico. Nonostante il clima improntato a violenze e disordini, nel dicembre 1992 si svolsero le prime elezioni multipartitiche, alle quali il FORD si presentò diviso tra una fazione espressione prevalentemente dell'etnia Kikuyu (FORD-Asili) e un'altra espressione di quella Luo (FORD-Kenya): tale lacerazione favorì i piani di Moi, che ottenne il suo quarto mandato, e della KANU, che conquistò 100 dei 188 seggi dell'Assemblea nazionale. Nel corso del 1993 scoppiarono durissimi scontri interetnici nella regione della Rift Valley, nei quali rimasero coinvolti Masai, Kikuyu e Kalenjin e che causarono, tra le altre conseguenze, la fuga di centinaia di migliaia di profughi in altre zone del Kenya. La questione dei «rifugiati interni» contribuiva ad aggravare una situazione economica rimasta oltremodo difficile anche all'indomani della ripresa degli aiuti internazionali, nell'ottobre 1993; in particolare, le condizioni di vita di gran parte della popolazione subirono un ulteriore peggioramento a causa dell'adozione e dell'applicazione di un rigido programma di riforme strutturali contrattato dall'esecutivo in cambio della concessione, da parte del Fondo Monetario Internazionale, di un ingente prestito.
Quanto alle relazioni internazionali del Paese, ai problemi incontrati con i governi occidentali fece riscontro il mantenimento di buoni rapporti con la vicina Tanzania e un progressivo miglioramento di quelli, non sempre distesi, con l'Uganda. Kenya, Uganda e Tanzania decisero nel 1994 di dare vita ad una commissione permanente per incrementare la cooperazione economico-politica regionale e tentare di far rivivere la East Africa Community, che aveva cessato di funzionare nel 1977.

### Il dilagare della violenza e la difficile situazione economica

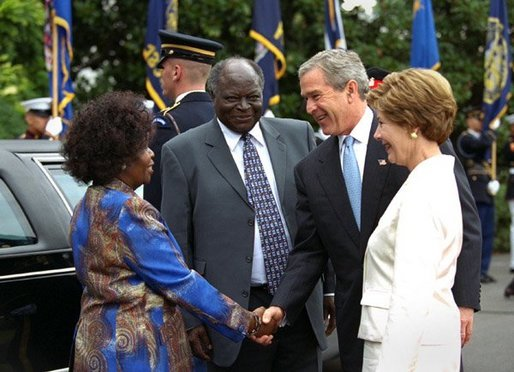
Mwai Kibaki e la moglie con il presidente USA George W. Bush e la moglie Laura Bush alla Casa Bianca durante una visita di stato nel 2003.

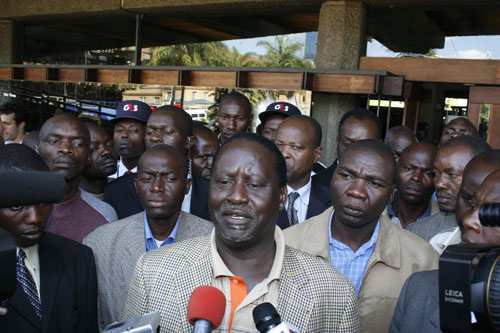
Il primo ministro Raila Odinga, leader dell'Orange Democratic Movement, intervistato dai media locali.

Nel periodo 1994-1995 ben poco riuscì a fare il governo per riportare l'ordine all'interno: mentre si susseguivano le violenze a sfondo tribale ed etnico, aumentava il disagio sociale, testimoniato da una preoccupante crescita della criminalità comune nelle grandi città. Le opposizioni ripresero vigore, ma la loro richiesta di un'effettiva democratizzazione della vita politica si scontrò con la repressione delle autorità, accusate più volte da alcune organizzazioni internazionali per la difesa dei diritti dell'uomo per i brutali metodi adoperati contro gli oppositori. La situazione interna richiamò nuovamente l'attenzione di alcuni creditori internazionali del Kenya: nel marzo 1996 l'ex potenza coloniale e la Germania decisero nuovamente di subordinare la concessione di ulteriori prestiti a un rispetto dei diritti umani e all'introduzione di significative riforme politiche. Proteste antigovernative si verificarono anche nel 1997, dopo l'uccisione del leader di un movimento di studenti universitari e dopo che le opposizioni diedero vita a un'imponente manifestazione unitaria per chiedere riforme prima dello svolgimento delle elezioni presidenziali e legislative del 1997. Queste furono caratterizzate da gravi brogli e violenze e videro ancora una volta la conferma al potere di Moi e della KANU, grazie anche al fatto che le opposizioni si presentarono alle urne divisi in ben nove formazioni a prevalente connotazione etnica.
Scontri e violenze tra differenti etnie, in particolare nella Rift Valley, continuarono a caratterizzare la situazione interna nel corso del 1998, mentre la politica di austerità varata dall'esecutivo nei primi mesi dell'anno veniva accolta con violente manifestazioni di protesta. Anche all'interno del partito unico, le voci che accusavano il presidente per la difficile situazione interna, la dilagante corruzione e il continuo peggiorare della situazione economica cominciarono a farsi sentire con più frequenza. In agosto, un attentato dinamitardo antistatunitense distrusse la sede dell'ambasciata USA a Nairobi causando 247 vittime; attribuito dagli investigatori americani a estremisti islamici collegati ai governi sudanese e afghano, l'attentato fu seguito dalla messa al bando di alcune organizzazioni musulmane. Nel corso del 1999 violenti scontri etnici si registrarono anche nelle regioni nord-occidentali del Paese, mentre un nuovo piano per la riforma della Costituzione, annunciato da Moi ai primi dell'anno, sembrò svuotarsi di qualsiasi effettivo significato dopo la dichiarazione, in giugno, del presidente, che al progetto di nuova Costituzione non sarebbero stati chiamati a lavorare esponenti della società civile, né rappresentanti delle principali confessioni religiose. Il presidente dovette tuttavia accusare un duro colpo dopo che, nel novembre 1999, l'Assemblea nazionale approvò un emendamento alla Costituzione che riduceva i poteri del capo dello Stato a favore del Parlamento. Sul piano internazionale, il Kenya rimase per un breve periodo coinvolto nel conflitto interno all'ex Zaire scoppiato in seguito alla ribellione dei Tutsi congolesi, sostenuti dal Ruanda e dall'Uganda, contro il regime di Laurent-Désiré Kabila (1998). Si concretizzava, intanto, il tentativo di rivitalizzare la East Africa Community: nel novembre 1999 Kenya, Tanzania ed Uganda siglavano ad Arusha un accordo di massima, dando vita a un'unione doganale e a un mercato comune, con la prospettiva di creare una moneta unica e una federazione politica.

### Gli ultimi anni
Tra i candidati avversari di Moi, sia nel 1992 sia nel 1997 si presentò, a capo del Democratic Party fondato all'indomani dell'introduzione del multipartitismo, Mwai Kibaki, già ministro di Kenyatta e per dieci anni, dal 1978 al 1988, vice del suo successore. Presentandosi candidato alle elezioni del 2003 Kibaki poté finalmente prevalere grazie all'appoggio di un'opposizione unita in uno stesso fronte, la National Rainbow Coalition (NARC). Nel 2005 Kibaki propose una nuova Costituzione che fu bocciata da un referendum popolare, segno di una perdita marcata di consensi che si manifestò con drammaticità all'indomani delle elezioni del 2007, quando la sua rielezione innescò una spirale di violenza, che provocò decine di vittime. Alla guerra civile ha posto fine nel 2008 un accordo per la formazione di un governo di unità nazionale fra Kibaki e il suo primo oppositore Raila Odinga.
Nel 2010 è stata approvata dal Parlamento e da un referendum popolare una nuova Costituzione che mantiene il sistema presidenziale, ma prevede la devoluzione di alcuni poteri e prerogative a livello locale, la creazione di una camera alta del Parlamento al fine di monitorare la gestione degli affari locali, l'introduzione di una Carta dei diritti e l'istituzione di una Corte suprema.
Inoltre tra l'ottobre del 2011 e giugno del 2012 si registrò la cosiddetta Operazione Linda Nchi come parte della Guerra civile in Somalia.
Come già avvenuto per le consultazioni del 2007, anche le presidenziali tenutesi nel 2013 si sono svolte in un clima di forte tensione sociale: pesanti disagi si sono registrati nella fase di spoglio dei voti per il malfunzionamento dei sistemi elettronici di invio dei dati, e reiterate accuse di brogli sono state lanciate dal premier Odinga, leader della Coalition for reform and democracy (CORD), che si è visto battuto di misura dal vicepremier e candidato della Jubilee coalition Uhuru Kenyatta (50,7% delle preferenze), stesso risultato registrato alle consultazioni del 2017, alle quali il presidente uscente si è imposto (54,3%) su Odinga (44,7%), essendo riconfermato nella carica.
Sul piano internazionale, ai problemi incontrati nelle relazioni con i governi occidentali, che pure non sembravano aver trovato interlocutori alternativi a Moi, e con gli organismi internazionali (FMI e Banca Mondiale riaprirono nel 2000 le linee di credito interrotte nel 1997, per sospenderle di nuovo nel 2001 per la mancata messa in atto delle misure anticorruzione promesse), fece riscontro il mantenimento di buoni rapporti con la Tanzania e un miglioramento di quelli con l'Uganda, segnati da un decennio di gravi difficoltà (i tre paesi nel 1994 diedero vita a una commissione permanente per incrementare la cooperazione nell'area).